# Jannik Schneider
Jannik Schneider (* 12. Februar 1996) ist ein deutscher Fußballspieler.

## Karriere
Schneider wechselte am 1. Juli 2015 aus der U19 von Bayer 04 Leverkusen zum Drittligisten SC Fortuna Köln. Er erhielt dort einen Vertrag bis zum 30. Juni 2016 und die Rückennummer 17. Sein Debüt in der 3. Liga gab er am 33. Spieltag; beim 1:0-Erfolg am 9. April 2016 über 1. FSV Mainz 05 II stand er in der Startelf und wurde in der 70. Minute für Johannes Rahn ausgewechselt. Am 19. Juni 2017 wechselte er zu Fortuna Düsseldorf und soll dort bei der U23 in der Regionalliga West zum Einsatz kommen.
Bei der U23 von Fortuna Düsseldorf absolvierte er in der Spielzeit 29 Einsätze und erzielte dabei 3 Treffer. Es sollte ein kurzes Gastspiel bei der Fortuna sein, denn bereits im Sommer 2018 schloss er sich dem 1. FC Kaan-Marienborn an. Die erste Spielzeit 2018/2019, verbrachte er mit dem Verein noch in der Regionalliga West, es folgte der Abstieg in die Oberliga Westfalen. Die nächsten 2 Spielzeiten 2019/2020 und 2020/2021 wurden jedoch bedingt durch die COVID-19-Pandemie frühzeitig abgebrochen. Er beendete mit dem Club beide Spielzeiten jeweils auf einem einstelligen Tabellenplatz. Die Saison 2021/2022 wurde wieder komplett durchgespielt. In dieser Spielzeit sicherte er sich mit dem 1. FC Kaan-Marienborn die Meisterschaft in der Oberliga Westfalen und somit auch den Aufstieg in die Regionalliga West.
Zur Saison 2022/2023 schließt Schneider sich dem FC Altenhof in der Bezirksliga an.

## Erfolge
- Oberliga Westaflen-Meister und Aufstieg: 2021/22